# Ławeczka Józefa Szwejka w Przemyślu
Ławeczka Józefa Szwejka w Przemyślu – pomnik na Rynku w Przemyślu upamiętniający postać Józefa Szwejka z powieści Jaroslava Haška pt. Przygody dobrego wojaka Szwejka. W Przemyślu rozgrywały się epizody akcji powieści.
Autorem rzeźby przemyskiego Szwejka jest rzeźbiarz Jacek Michał Szpak. Rzeźba została odlana w brązie w pracowni prof. Karola Badyny w Krakowie. Przedstawia wojaka siedzącego na skrzyni z amunicją, trzymającego kufel piwa i fajkę. Napis głosi:”Figurę ustawiono staraniem Przemyskiego Stowarzyszenia Przyjaciół Dobrego Wojaka Szwejka AD 2008”.
W Przemyślu przy pomniku Szwejka odbywają się corocznie w dniu 19 marca imieniny Józefów i Józefin – imienników wojaka. Imprezy związane z pomnikiem otrzymały certyfikat Polskiej Organizacji Turystycznej jako "Szwejki z Cesarsko-Królewskiej Twierdzy Przemyśl”.

## Kontrowersje
- Pomnikowy Szwejk jest w mundurze C.K. armii austro-węgierskiej[1], co do końca nie jest zgodne z fabułą powieści, bowiem bohater trafił do Przemyśla jako jeniec przebrany w mundur rosyjski[2].
- Na kuflu umieszczono logo marki piwa Tyskie[1], co jest historycznym absurdem (Tychy i tamtejszy browar w czasach Szwejka należały do Cesarstwa Niemieckiego, nie miały nic wspólnego z monarchią austro-węgierską).